# Harrow (seriál)
Harrow je australský dramatický televizní seriál z lekařského prostředí, vytvořený Stephenem M. Irwinem a Leighem McGrathem, jehož úvodní díl měl premiéru 9. března 2018 na australské televizi ABC. V hlavní roli se představil Ioan Gruffudd jako soudní patológ Daniel Harrow.
2. května 2018 bylo oznámeno, že seriál byl prodloužen o druhou řadu, která měla premiéru 12. května 2019. 10. října 2019 stanice ABC obnovila seriál pro třetí řadu.
V Česku měl seriál premiéru 12. června 2019 na AXN.

## Děj
Harrow vypráví příběh doktora Daniela Harrowa, soudního patologa, který odmítá respektovat autority. Má neochvějnou empatii k mrtvým, která mu pomáhá řešit i velmi bizarní případy. Je ochoten obejít každé pravidlo a je odhodlán pomoci obětem vražd a odhalit pravdu, co se jim stalo. Nikdo však neví, jak hrozné tajemství z minulosti ohrožuje jak jeho, tak i jeho rodinu a kariéru!

## Obsazení

### Hlavní role
- Ioan Gruffudd jako doktor Daniel Harrow, soudní patológ
- Mirrah Foulkes jako seržant Soroya Dassová, policistka (první řada)
- Remy Hii jako Simon Van Reyk, soudní patológ
- Anna Lise Phillips jako Stephanie Tolsonová, učitelka na základce, Harrowova ex-manželka a Fernina matka
- Darren Gilshenan jako Lyle Fairley, patológ
- Damien Garvey jako Bryan Nichols, policista
- Ella Newton jako Fern Harrowová, Harrowova a Stephaniena dcera
- Robyn Malcolm jako Maxine Pavichová, ředitelka Queenslandského forenzního institutu a Harrowova šéfka
- Hunter Page-Lochard jako Callan Prowd, Fernin přítel
- Tony Barry jako Jack Twine, Harrowův bývalý šéf a mentor, nyní žije v sanatóriu (první řada)
- Jolene Anderson jako doktorka Grace Molyneux, mladá patoložka a Fairleyho neteř (druhá řada)
- Grant Bowler jako Francis Chester (druhá řada)
- Heather Mitchell jako Louise Chesterová (druhá řada)

### Vedlejší role
- Uli Latukefu jako Jesse Walsh, Stephanien nový přítel (první řada)
- Faustina Agolley jako Edwina Gharamová (druhá řada)

### Hostujíci role
- Gary Sweet jako Bruce Reimers v první epizodě první řady, "Actus Reus"

## Seznam dílů

### První řada (2018)
| Č. v seriálu | Č. v řadě | Původní název                                               | Režie             | Scénář                                                                          | Premiéra v Austrálii | Premiéra v ČR     |
| ------------ | --------- | ----------------------------------------------------------- | ----------------- | ------------------------------------------------------------------------------- | -------------------- | ----------------- |
| 1            | 1         | Actus Reus Guilty Act                                       | Kate Dennis       | námět: Stephen M. Irwin a Leigh McGrath scénář: Stephen M. Irwin                | 9. března 2018       | 12. června 2019   |
| 2            | 2         | Ex Animo From The Soul                                      | Peter Salmon      | námět: Stephen M. Irwin a Leigh McGrath scénář: Stephen M. Irwin                | 16. března 2018      | 19. června 2019   |
| 3            | 3         | Hic Sunt Dracones Here be Dragons                           | Peter Salmon      | námět: Stephen M. Irwin a Leigh McGrath scénář: Stephen M. Irwin a Lucas Taylor | 23. března 2018      | 26. června 2019   |
| 4            | 4         | Finis Vitae Sed Non Amoris The End of Life, but not of Love | Tony Krawitz      | námět: Stephen M. Irwin a Leigh McGrath scénář: Stephen M. Irwin                | 30. března 2018      | 3. července 2019  |
| 5            | 5         | Non Sum Qualis Eram I'm not what I used to be               | Tony Krawitz      | námět: Stephen M. Irwin a Leigh McGrath scénář: Stephen M. Irwin                | 6. dubna 2018        | 10. července 2019 |
| 6            | 6         | Aurum Potestas Est Gold is Power                            | Tony Tilse        | námět: Stephen M. Irwin a Leigh McGrath scénář: Stephen M. Irwin                | 13. dubna 2018       | 17. července 2019 |
| 7            | 7         | Pia Mater Gentle Mother                                     | Tony Tilse        | námět: Stephen M. Irwin a Leigh McGrath scénář: Stephen M. Irwin                | 20. dubna 2018       | 24. července 2019 |
| 8            | 8         | Peccata Patris Sins of the Father                           | Catriona McKenzie | námět: Stephen M. Irwin a Leigh McGrath scénář: Leigh McGrath                   | 27. dubna 2018       | 31. července 2019 |
| 9            | 9         | Lex Talionis The Law of Retaliation                         | Daniel Nettheim   | námět: Stephen M. Irwin a Leigh McGrath scénář: Stephen M. Irwin                | 4. května 2018       | 7. srpna 2019     |
| 10           | 10        | Mens Rea Guilty Mind                                        | Daniel Nettheim   | námět: Stephen M. Irwin a Leigh McGrath scénář: Stephen M. Irwin                | 11. května 2018      | 14. srpna 2019    |

### Druhá řada (2019)
| Č. v seriálu | Č. v řadě | Původní název                              | Režie            | Scénář            | Premiéra v Austrálii | Premiéra v ČR  |
| ------------ | --------- | ------------------------------------------ | ---------------- | ----------------- | -------------------- | -------------- |
| 11           | 1         | Abo Imo Pectore From the Deepest Chest     | Catherine Millar | Stephen M. Irwin  | 12. května 2019      | 27. září 2019  |
| 12           | 2         | Audere Est Facere To Dare Is to Do         | Catherine Millar | Leigh McGrath     | 19. května 2019      | 27. září 2019  |
| 13           | 3         | Malum In Se Evil in Itself                 | Peter Andrikidis | Michaeley O'Brien | 26. května 2019      | 4. října 2019  |
| 14           | 4         | Aegri Somnia Hallucinations                | Peter Andrikidis | Stephen M. Irwin  | 2. června 2019       | 4. října 2019  |
| 15           | 5         | Ab Initio From the Beginning               | Grant Brown      | Michaeley O'Brien | 9. června 2019       | 11. října 2019 |
| 16           | 6         | Locus Poenitentiae Opportunity to Withdraw | Grant Brown      | Leigh McGrath     | 16. června 2019      | 11. října 2019 |
| 17           | 7         | Parce Sepulto Forgive the Dead             | Mairi Cameron    | Michaeley O'Brien | 23. června 2019      | 18. října 2019 |
| 18           | 8         | Sub Silentio In Silence                    | Geoff Bennett    | Stephen M. Irwin  | 30. června 2019      | 18. října 2019 |
| 19           | 9         | Facilis Descensus The Descent is Easy      | Leigh McGrath    | Declan Eames      | 7. července 2019     | 25. října 2019 |
| 20           | 10        | Pater Familias Father of the Family        | Declan Eames     | Stephen M. Irwin  | 14. července 2019    | 25. října 2019 |